# 塩谷孝綱
塩谷 孝綱（しおのや たかつな）は、下野国塩谷郡の戦国武将。

## 生涯

### 誕生から塩谷家家督相続まで
宇都宮正綱の四男として生まれ、文明10年（1478年）1月18日、塩谷隆綱の養子となり、延徳元年（1489年）12月28日、隆綱の死とともに塩谷氏の家督を継ぐ。塩谷家は、元々宇都宮家の一門であったが、隆綱の父・教綱の謀反により宇都宮持綱が殺されて以来、関係は断絶していた。教綱も宇都宮家からの報復により殺害されているが、この養子縁組は、名目的には、隆綱に跡継ぎがなく行われたものとされているが、両家の和睦のために行われた意味合いが大きい。

### 家臣の謀反
永正6年（1509年）、那須資房が、塩谷家臣である大貫石見守、印南修理進、油井筑後守と三者の一族に通じ謀反させ、孝綱を討とうとする謀略を企てる。しかし孝綱側はこれをいち早く察知し、孝綱はこれを重く罰しようとするが、家臣の安藤光忠の進言により、三者とその一門計13名に二度と謀反を起こさないよう起請文を書かせ、木幡神社に奉納させ、これを許した。
孝綱が塩谷家の家督を継いだばかりの頃は、家臣の中でこれに反発する者が多かったが、この事件をきっかけに塩谷家臣団は、孝綱の下にまとまっていった。

### 宇都宮氏当主の後見人となる
永正9年（1512年）3月9日、宇都宮の興禅寺に対して、「塩谷荘内塩原湯本の土貢」を寄進している。孝綱が発給した文書で現在最も古いとされているのがこの寄進状であり、2日前の3月7日には、宇都宮忠綱が興禅寺領中里郷の代がわり安堵を行っており、孝綱の場合も忠綱と同様に宇都宮氏惣領家の権威の巻き返しを狙う隠居した兄・宇都宮成綱の思惑によって塩谷氏の代がわりがされたことを指摘されている。宇都宮氏惣領の家督が成綱から忠綱に代わってから孝綱は兄・成綱から忠綱の後見人を任されており、宇都宮氏当主である忠綱の意思伝達などを行っていた。それ以降、宇都宮俊綱の代まで、孝綱は宇都宮氏の「宿老中」の筆頭の地位を保ち続けていた。
その後、永正17年（1514年）に高田専修寺の真智が下野国を訪問した際に、孝綱が実父・正綱の供養のために若宮郷簗内を寄進していることが知られている（法雲寺文書）。同地は、元々芳賀氏の大内荘に属していたとされており、宇都宮錯乱で芳賀氏が一時没落した後に、孝綱がその旧領の代官を務めていたことが知られている。

### 孝綱の塩谷郡支配
孝綱の時代、塩谷家はその勢力を拡大、喜連川塩谷氏との争いでは大永3年（1523年）11月7日に和睦という形で、喜連川塩谷氏の支城である乙畑城を手に入れ、次男の塩谷義尾（乙畑孫四郎?）を乙畑城主にし、その弟の孝信を喜連川塩谷氏の養子として家督を継がせ、その支配はかなり安定していた。また、数多くの寺社に寄進をしており、財政的にも安定していたと見られている。

### 宇都宮氏から離反と晩年
天文7年（1536年）12月2日に神宮寺慈心院で行われた能興行の際に従った時点で孝綱は宇都宮家中「宿老中」の首座の地位にいた。また、この頃には法名である天的を名乗っていた。
この時期の孝綱は、塩谷荘の他に宇都宮領最南端である小金井宿一帯(現栃木県下野市小金井)の支配も任されていた。他にも芳賀氏との関係も緊密であり、芳賀高孝は孝綱から「孝」の一字を拝領し、芳賀孝高に改名している。また、天文5年に出家し道的と法名を名乗った芳賀高経との関係も非常に緊密であり、両者は同じ僧侶と師壇関係を持ち、兄弟弟子の関係であったとされる。
天文8年 (1537年) に宇都宮氏で天文の内訌が発生すると孝綱は芳賀高経に与して宇都宮俊綱・壬生綱房・壬生綱雄と敵対する。孝綱が宇都宮氏惣領家と敵対した理由の1つには先ほどのような芳賀氏との緊密な関係を築いていた背景が影響していたという。高経が俊綱によって自害させられた後は、那須高資と連携して宇都宮氏に攻撃をしていたという。
天文15年（1546年）10月19日、77歳没。